# Circus Oz
Circus Oz ist ein zeitgenössisches Zirkusunternehmen aus Melbourne in Australien. Es entstand 1978 durch den Zusammenschluss der Gruppen Soapbox Circus und New Circus.
Das Konzept ist vergleichbar mit dem später gegründeten Cirque du Soleil: Es wird auf klassische Elemente wie Tiernummern verzichtet und stattdessen eine Mischung aus Artistik, Theaterkunst und Livemusik geboten. Dabei beschränkt man sich auf rund ein Dutzend Darsteller, die die gesamte Show in den verschiedenen Rollen, vom Artisten bis zum Musiker, allein durchführen. Deshalb wird er dem Cirque Nouveau zugerechnet.
Circus Oz hatte bislang Auftritte in 26 Ländern auf fünf Kontinenten.